# ماري لويس كليف
ماري لويس كليف (بالإنجليزية: Mary L. Cleave)‏ (مواليد 5 فبراير 1947) مهندسة أمريكية ورائدة فضاء سابقة في وكالة ناسا. كما عملت من عام 2004 إلى عام 2007 كمدير مساعد في وكالة ناسا لإدارة مهمة العلم.

## بداية حياتها
ولدت كليف في ساوثهامبتون بنيويورك ابنة ابنة هوارد كليف وباربارا كليف، وكلاهما مدرسان. نشأت في غريت نيك، نيويورك، ولديها اخت كبرى(ترودي كارتر) وأخت أصغر (باربرا «بوبي» كليف بوسورث).

## التعليم
في عام 1965 تخرجت كليف من مدرسة جريت نيك نورث الثانوية الواقعة في جريت نيك، نيويورك. في عام 1969، حصلت على بكالوريوس العلوم في تخصص العلوم البيولوجية من جامعة ولاية كولورادو، وفي عام 1975 حصلت على درجة الماجستير في العلوم في علم البيئة الميكروبية من جامعة ولاية يوتا. في عام 1979 حصلت على دكتوراه في الهندسة المدنية والبيئية من جامعة ولاية يوتا.

## عملها الأكاديمي
عقدت كليف أبحاثًا في الدراسات العليا، وعالمة فيزيائية بحثية، ومهندسين أبحاث في مركز البيئة ومختبر أبحاث المياه في يوتا بجامعة ولاية يوتا في الفترة من سبتمبر 1971 إلى يونيو 1980. وشمل عملها البحث في إنتاجية مكونات الطحالب من قشور تربة الصحراء الباردة في صحراء الحوض العظيم جنوب سنوفيل، يوتا؛ إزالة الطحالب مع الترشيح المتقطع للرمل والتنبؤ بحد أدنى من التدفق النهري اللازم للحفاظ على بعض أسماك اللعبة؛ آثار زيادة الملوحة وترشح الصخر الزيتي على إنتاجية العوالق النباتية للمياه العذبة ؛ تطوير وثيقة تقييم الحجز السطحي وبرنامج الكمبيوتر (FORTRAN) للمعالجة الحالية والمستقبلية للبيانات من الحجز السطحي في ولاية يوتا؛ وتصميم وتنفيذ مركز التحليل الحيوي الطحلبي وورشة عمل لتقنيات التحليل الحيوي لـ Intermountain West.

## عملها بناسا
اختيرت كليف كرائدة فضاء في مايو 1980. وقد تضمنت مهامها الفنية ما يلي: التحقق من برامج الطيران في مختبر تكامل إلكترونيات المكوك (SAIL)؛ CAPCOM على خمس رحلات مكوك الفضاء. كتاب إجراءات الأعطال؛ تصميم معدات الطاقم. قامت كليف، المخضرمه في رحلتين فضائيتين، بتسجيل ما مجموعه 10 أيام و 22 ساعة و 02 دقيقة و 24 ثانية في الفضاء، دارت حول الأرض 172 مرة وسافروا 3.94 مليون ميل. كانت أخصائية مهمة في STS-61-B (26 نوفمبر إلى 3 ديسمبر 1985) و STS-30 (4 - 8 مايو 1989).
غادر كليف JSC في مايو 1991 للانضمام إلى مركز جودارد لرحلات الفضاء التابع لناسا في جرينبيلت بولاية ماريلاند. عملت في مختبر العمليات المائية كرئيسة مشروع SeaWiFS (Sea-view، Wide-Field-of-view-view-Sensor)، وهو مستشعر لون المحيط الذي يراقب النباتات على مستوى العالم. عملت كليف كمديرة مساعدة في مديرية بعثة العلوم بمقر وكالة ناسا، واشنطن العاصمة. تنحت عن هذا المنصب في أبريل 2007  وخلفها الدكتور آلان ستيرن.

## تجربتها في رحلات الفضاء
تم إطلاق STS-61-B Atlantis (26 نوفمبر إلى 3 ديسمبر 1985) ليلًا من مركز كنيدي للفضاء فلوريدا، وعاد إلى الأرض على المدرج 22 في قاعدة إدواردز الجوية، كاليفورنيا. خلال المهمة، نشر الطاقم سواتل الاتصالات MORELOS-B و AUSSAT II و SATCOM K-2 ، وأجرى السيرين الفضائيين لمدة ست ساعات لإثبات تقنيات بناء المحطة الفضائية مع تجارب EASE / ACCESS ، وتشغيل التدفق الكهربائي المستمر للتدفق (CFES) تجربة ماكدونيل دوغلاس وحاوية Getaway Special (GAS) لشركة تيلي سات كندا ، أجرت العديد من تجارب أخصائي الحمولة المكسيكي للحكومة المكسيكية، واختبرت تجربة Orbiter التجريبية الآلية الرقمية (OEX DAP). كان هذا أكبر وزن حمولة حملته مكوك الفضاء إلى المدار حتى الآن. كانت مدة المهمة 165 ساعة و 4 دقائق و 49 ثانية.
كانت رحلة STS-30 Atlantis (من 4 إلى 8 مايو 1989) مهمة استمرت أربعة أيام قام خلالها الطاقم بنجاح بنشر المركبة الفضائية لاستكشاف كوكب الزهرة ماجلان ، وهي أول مهمة أمريكية لعلوم الكواكب أطلقت منذ عام 1978، وأول مسبار كوكبي يتم نشره من المكوك. وصل ماجلان إلى فينوس في أغسطس 1990 ورسم خرائط رادار على أكثر من 95 ٪ من سطح فينوس. كانت ماجلان واحدة من أنجح المهام العلمية لوكالة ناسا التي قدمت معلومات قيمة حول الغلاف الجوي لكوكب الزهرة والمجال المغناطيسي. بالإضافة إلى ذلك ، عمل الطاقم أيضًا على الحمولات الثانوية التي تشمل نمو بلورات الإنديوم والعواصف الكهربائية ودراسات رصد الأرض. كانت مدة المهمة 96 ساعة و 57 دقيقة و 35 ثانية. في 18 يناير 2009 بصفتها المتحدثة الافتتاحية في سلسلة المحاضرات المتميزة في Heyden ، أخبرت Cleave الطلاب وغيرهم في جامعة جورج تاون عن تعليمها ومسيرتها المهنية وأظهرت فيلمًا أصليًا عن مهمتها المكوكية في عام 1985.